# Руднев, Георгий Павлович
Гео́ргий Па́влович Ру́днев (24 августа [5 сентября] или 25 августа [6 сентября] 1899, Полтава ― 27 июля 1970, Москва) — советский врач-инфекционист, действительный член АМН СССР (с 1953; член-корреспондент с 1948, член Президиума АМН СССР), автор метода двухэтапной вакцинотерапии.

## Биография
Родился в 1899 году, по разным данным 24 августа (5 сентября) или 25 августа (6 сентября) 1899 года, в Полтаве. Младший из двух сыновей небогатого фармацевта. Отец бросил семью, когда Георгию было шесть лет.
В 1909 году поступил в Полтавскую 1-ю мужскую гимназию. В 1918 году окончил её с серебряной медалью и поступил на медицинский факультет Донского университета. В 1919—1920 годах служил в Красной армии. Во время обучения медицине много работал в госпиталях для больных заразными болезнями. Сам переболел сыпным и дважды — возвратным тифом, заразился туберкулёзом.
Окончив университетский курс, с 1 октября 1923 года работал штатным ординатором в госпитальной терапевтической клинике медицинского факультета под руководством И. В. Завадского, где начал вести педагогическую работу со студентами-медиками и санитарами — слушателями курсов повышения квалификации. В 1924 принял участие в экспедиции в поражённые малярией район хутора Персиановка, а в 1925 году в аналогичной экспедиции на черноморское побережье Кавказа (Адлер—Пиленково) в качестве клинициста и гематолога. В 1926 году участвовал в борьбе с эпидемией брюшного тифа и дизентерии в Ростове-на-Дону и сам пострадал от неё.
По завершении ординатуры, с 1 октября 1926 года стал ассистентом госпитальной терапевтической клиники. Под руководством Б. Н. Страдомского увлёкся гематологией. Написал самостоятельную научную работу на тему «Изменения крови при клинической смерти», которая не была принята в качестве диссертации, но впоследствии использовалась при разработке переливания трупной крови.
Летом 1929 года проходил дополнительное обучение бактериологии и серологии в лаборатории М. И. Штуцера в Северо-Кавказском краевом микробиологическом институте, после чего вместе со своей женой выехал в село Заветное в Сальских степях для борьбы с эпидемией чумы и сибирской язвы.
В конце 1920-х годов занимался изучением бруцеллёза, в 1930 году предложил использовать для его лечения рентгенотерапию. Метод дал лучшие результаты, чем доступная в то время медикаментозная терапия, и вошёл в практику.
С 18 ноября 1930 года ассистент, а с 1 сентября 1933 года — доцент созданной в Ростовском медицинском институте кафедры инфекционных болезней. В 1932 году руководил борьбой с малярией в Адыгейской области, летом 1933 и 1934 годов — в Анапском районе. В 1932—1933 годах вновь выезжал на работу в Сальские степи — в деревню Алексеевка, где произошла новая вспышка чумы.
Одновременно с 1930 по 1933 год работал сначала младшим, затем старшим ассистентом биохимического отделения экспериментальной патологии в Северо-Кавказском краевом институте организации и охраны труда, а с апреля 1933 по 1934 год — заведующим экспериментально-лабораторным сектором Северо-Кавказского краевого института травматологии и переливания крови. С 20 марта по 13 ноября 1934 года в связи со смертью Б. Н. Страдомского исполнял обязанности заведующего лабораторией инфекционных болезней Ростовского медицинского института.
В сентябре 1934 года приглашён в Дагестанский медицинский институт для организации клинической кафедры пропедевтики внутренних болезней, приступил к работе 18 ноября того же года. С 1935 года организовал и возглавил кафедры факультетской терапии и инфекционных болезней этого института, а кафедру пропедевтики внутренних болезней в 1936 году передал под руководство профессора Владимира Григорьевича Божовского. Кроме преподавательской работы вёл исследования бруцеллёза, малярии, тифов, чумы, туляремии и других инфекционных болезней. 8 февраля 1936 года защитил докторскую диссертацию «Клиника чумы».
В 1937 году приглашён в Ростовский медицинский институт на должность заведующего кафедрой инфекционных болезней, в конце того же года получил звание профессора. В 1938—1940 годах под его руководством кафедра занимала в институте первое место по подготовке выпускников. Продолжил научную работу по теме чумы и в 1938 году опубликовал монографию «Клиника чумы», которая в 1939 году получила первую премию Учёного совета Наркомздрава СССР и была переиздана в 1940 году. В качестве ведущего специалиста в этой области в 1940 году выступал с курсом лекций в Иркутском противочумном институте и в саратовском институте «Микроб». Одновременно продолжил изучение туляремии, в январе 1939 года в докладе «Клиника и лечение туляремии» на Всесоюзной конференции микробиологов, эпидемиологов и инфекционистов предложил новую классификацию её клинических форм на основе патогенетического подхода.
В июле 1940 года отказался участвовать в конкурсе на должность заведующего кафедрой инфекционных заболеваний 2-го Московского медицинского института, мотивировав отказ нежеланием прерывать научную работу, развёрнутую на кафедре Ростовского медицинского института.
В самом начале Великой Отечественной войны ушёл добровольцем на фронт. Вначале был назначен армейским эпидемиологом 19-й армии, вскоре переведён на должность начальника отдела особо опасных инфекций 316-го санитарно-эпидемиологического отряда (лаборатории) Западного фронта, где служил до мая 1944 года. По другим данным, до перевода в 316-ю СЭЛ служил эпидемиологом 19-й армии, 1-й ударной армии, затем с февраля по сентябрь 1942 года начальником отделения 1384-го эвакогоспиталя.
Занимался организационной и методической работой, подготовкой медицинских кадров. В июне 1942 года организовал первый учебный сбор врачей инфекционных госпиталей Западного фронта. Зимой 1942—1943 годов был командирован на Сталинградский фронт для борьбы с эпидемической вспышкой туляремии. Переболел этим заболеванием, заразившись по неосторожности при вскрытии инфицированного грызуна. В январе—феврале 1944 года возглавил группу врачей, направленных для борьбы с нетипичной для зимнего сезона вспышкой дизентерии в одном из соединений Западного фронта, которая была успешно ликвидирована.
Весной 1944 года избран по конкурсу на должность заведующего кафедрой инфекционных болезней Центрального института усовершенствования врачей, где работал до конца жизни.
С 1948 года член-корреспондент, с 1953 года — действительный член Академии медицинских наук СССР. С 1948 по 1953 год член бюро, с 1953 по 1957 год академик-секретарь Отделения клинической медицины, в 1960—1962 годах член Президиума АМН.
Продолжал активную научную деятельность, в 1950-е и 1960-е годы опубликовал ряд монографий и множество статей об особо опасных инфекционных заболеваниях. Разработал новый метод щадящей (двухэтапной) вакцинации против бруцеллёза и туляремии. Под его руководством был обоснован и внедрён прерывистоцикловой метод лечения кишечных инфекций антибактериальными препаратами. Предложил новые классификации хронического бруцеллёза, туляремии, натуральной оспы и сибирской язвы. Изучал изменчивость эпидемиологии и клинической картины инфекционных заболеваний под влиянием изменений профилактических и социально-экономических факторов, лекарственно-устойчивые и смешанные инфекции. Руководил изданием сборников научных трудов кафедры, выходивших под общим названием «Лечение инфекционных больных». В 1960-е годы организовал ряд выездных циклов занятий с врачами Волгограда, Ульяновска, Астрахани и Душанбе.
В разное время входил в правление Всесоюзного общества эпидемиологов, микробиологов и инфекционистов; Московского общества инфекционистов. Был организатором множества съездов и конференций.
Неоднократно бывал в зарубежных командировках для участия в международных научно-медицинских мероприятиях, в частности:
- в июле 1945 года в Иране на I Всеиранском научно-медицинском конгрессе[36];
- в 1958 году в Корейской Народно-Демократической Республике по обмену опытом[37];
- в ноябре 1958 года в Финляндии по обмену опытом[38];
- в 1959 году в Италии на Втором конгрессе по инфекционной патологии в Милане[37];
- в октябре 1960 года в Болгарии на национальной конференции по вирусному гепатиту и постгепатитным состояниям[39];
- в январе 1961 года в Индии по обмену опытом[40];
- в январе 1963 года в Египте по обмену опытом[41];
- в октябре 1963 года в Чехословакии на международной научной конференции по антропонозам в Кошице[42];
- в 1964 году в Венгрии по обмену опытом[43];
- в марте 1966 года в Бельгии на Объединённом симпозиуме ФАО ООН и Европейского регионального бюро ВОЗ в Генте[44].

Умер скоропостижно 27 июля 1970 года в Москве от острого сердечного приступа. Похоронен на Введенском кладбище (9 уч.).

## Научное наследие
Автор около 160 научных работ, в том числе 8 монографий, руководств по инфекционным болезням. Наиболее значителен его вклад в изучение чумы, но по состоянию на 1999 год сохраняют практическое значение также его работы в области туляремии, холеры, сибирской язвы и других высококонтагиозных заболеваний.
Под руководством Руднева защищено около 60 диссертаций, в том числе 20 докторских.

### Основные труды
- Руднев Г. П. Клиника чумы / Проф. Г. П. Руднев ; Под ред. д-ра Ф. Р. Чушинского ; Рост. гос. противочумный ин-т и Кафедра инфекционных болезней Ростмедин-та. — Ростов н/Д.: Ростиздат (Тип. им. Коминтерна), 1938. — 268 с. — 2000 экз.
- Руднев Г. П. Клиника чумы : 56 рис. на вклейках / Г. П. Руднев ; Рост. гос. противочум. ин-т. — 2-е изд. — М.; Л.: Гос. изд-во мед. лит. МЕДГИЗ, 1940. — 276 с.
- Руднев Г. П. Клиника бруцеллёза / М-во здравоохранения СССР. Центр. ин-т усовершенствования врачей. — М., 1949. — 136, [6] с. — (Библиотека практического врача). — 10 000 экз.
- Руднев Г. П. Зоонозы / М-во здравоохранения СССР. Центр. ин-т усовершенствования врачей. — М.: [б. и.], 1950. — 184, [4] с. — (Библиотека практического врача).
- Руднев Г. П. Зоонозы. — 2-е изд., перераб. — М.: Медгиз, 1959. — 284, [2] с. — 6000 экз. (в пер.)
- Руднев Г. П. Бруцеллёз: Клиника, диагностика и лечение. — М.: Медгиз, 1955. — 260 с. — 10 000 экз.
- Руднев Г. П. Клиника особо опасных инфекций. — М.: Медицина, 1966. — 296, [4] с. — (Библиотека практического врача). — 9600 экз. (в пер.)
- Руднев Г. П. Антропозоонозы. — М.: Медицина, 1970. — 328 с. — 4600 экз. (в пер.)
- Руднев Г. П. Холера. — М.: Медицина, 1970. — 40 с. — (Библиотека практикующего врача).
- Руднев Г. П. Клиника карантинных инфекций / Вступ. статья акад. В. Д. Тимакова; Акад. мед. наук СССР. — М.: Медицина, 1972. — 200 с. — 11 000 экз.

## Награды
- 2 ордена Ленина (1953 и 5 сентября[источник не указан 771 день] 1969)[46].
- Орден «Знак Почёта»[29].
- Орден Отечественной войны II степени (11 июня 1944)[47].
- Множество медалей[29].
- Первая премия Учёного совета Наркомздрава СССР за монографию «Клиника чумы» (1939)[48].
- Почётная грамота правительства Дагестана (1956)[49].
- Заслуженный деятель науки РСФСР (1968)[43].
- Почётный член Чехословацкого медицинского научного общества им. Пуркинье (1963)[37].
- Почётный член Венгерского общества инфекционистов (1964)[43].

## Семья
Жена — Раиса Фёдоровна Акулова-Руднева (1905—1981), хирург и курортолог, доктор медицинских наук, профессор.
- Дочь — Елена Георгиевна Руднева (р. 17 сентября 1932), доктор филологических наук, преподаватель теории литературы, заслуженный профессор МГУ[51][52].
  - Внучка — Наталья Николаевна Колотилова (р. 13 января 1957)[53], доктор биологических наук, специалист в области экологии микроорганизмов и историк науки, заслуженный преподаватель МГУ[54][55].

## Память
В 1978 году на здании клиники инфекционных болезней ЦОЛИУВ в Московской больнице имени Боткина, где Руднев работал более 25 лет, установлена памятная доска.
В январе 1986 года в честь 50-летнего юбилея кафедры инфекционных болезней и эпидемиологии Дагестанского медицинского института на здании клиники инфекционных болезней Дагестанской республиканской клинической больницы была торжественно открыта мемориальная доска, посвящённая Рудневу как основателю и первому руководителю кафедры. В 2005 году кафедре инфекционных болезней присвоено имя Руднева.

### Дополнительные
- Руднев, Георгий Павлович // Большая русская биографическая энциклопедия (электронное издание). — Версия 3.0. — М.: Бизнессофт, ИДДК, 2007.
- Выдающиеся деятели отечественной медицины: академик Г. П. Руднев и профессор Р. Ф. Акулова / сост. и отв. редактор: Н. Н. Колотилова. — М.: Макс-Пресс, 2019. — 258 с. — ISBN 978-5-317-06296-5.